# Campelo (Baião)
Campelo ist eine Ortschaft und ehemalige Gemeinde im Norden Portugals.

## Verwaltung
Campelo gehört zum Kreis Baião im Distrikt Porto. Die Gemeinde hatte eine Fläche von 15,1 km² und 3243 Einwohner (Stand 30. Juni 2011).
Im Zuge der administrativen Neuordnung 2013 in Portugal wurde die Gemeinde Campelo mit der Gemeinde Ovil zur neuen Gemeinde União das Freguesias de Campelo e Ovil zusammengefasst. Sitz der neuen Gemeinde ist Campelo.

## Söhne und Töchter der Gemeinde
- Luís Maria Teixeira Pinto (1927–2012), Ökonom und Politiker, Wirtschaftsminister in der Salazar-Diktatur